# Żłobin (stacja kolejowa)
Żłobin (biał. Жлобін; ros. Жлобин) – węzłowa stacja kolejowa w miejscowości Żłobin, w rejonie żłobińskim, w obwodzie homelskim, na Białorusi. Węzeł linii Homel - Żłobin - Mińsk z liniami do Kalinkowicz i Mohylewa.
Stacja powstała w XIX w. na linii Kolei Libawsko-Romieńskiej pomiędzy stacjami Krasnybrzeg i Chalcz.